# Louis Ier de Rohan-Guéméné
Pour les articles homonymes, voir Louis Ier.
Louis Ier de Rohan-Guéméné, seigneur de Guéméné (mort au château de Mortiercrolles le 15 décembre 1457, empoisonné par sa femme).

## Biographie
Fils unique de Charles Ier de Rohan-Guémené († 1436) et de Catherine du Guesclin († 1461), dame du Verger, seigneur et dame de la Morlière, de Châtelain (mariage en 1406). Petit-fils de Jean Ier de Rohan et de la princesse Jeanne de Navarre, sœur du roi Charles II de Navarre.
Il épousa Marie de Montauban le 7 novembre 1443, et eut trois enfants d'elle :
- Louis II de Rohan-Guéméné († 4 juin 1508), qui épousa en 1463 Louise de Rieux, soeur de Jean IV de Rieux ;
- Pierre (1451-1513), le futur Maréchal de Gyé ;
- Hélène de Rohan-Guéméné († 1507), qui épousa Pierre du Pont (baron de Pont-l'Abbé).

À sa mort, le testament de Louis de Rohan prive Marie de Montauban de la tutelle de ses enfants en raison de son indignité. Elle réussit toutefois à échapper à la justice bretonne et à se remarier en 1464 avec Georges II de la Trémoille, seigneur de Craon. Celui-ci informé de ses méfaits s'en séparera en 1471 sans avoir eu d'enfant.